# 尼奥利翁港
尼奥利翁港（希臘語：Λιμὴν τοῦ Νεωρίου or Λιμὴν τῶν Νεωρίων）是君士坦丁堡的一個港口，从四世紀君士坦丁堡建城之初开始一直使用至鄂圖曼帝國晚期。尼奥利翁港是君士坦丁大帝重建君士坦丁堡后修建的第一個港口，也是该地区继古拜占庭港口普罗斯佛里翁港之后的第二个港口 。